# (5116) Korsør
(5116) Korsør est un astéroïde de la ceinture principale découvert le 13 mars 1988.